# Roza Kozakowska
Roza Kozakowska (Zduńska Wola, 26 agosto 1989) è un'atleta paralimpica polacca appartenente alle categoria T38 fino al 2020 e successivamente alla categoria F32 e specializzata nel salto in lungo e successivamente, con il peggiorare della sua disabilità, nel getto del peso e nel lancio della clava.

## Biografia
Prima che le venisse diagnosticata la malattia di Lyme da bambina, era già affetta da una malattia genetica del sangue ed era stata sottoposta a chemioterapia quando frequentava le scuole elementari. La sua infanzia è stata anche segnata dagli abusi del padre, successivamente condannato al carcere per i maltrattamenti verso la figlia e la moglie.
La sua disabilità, causata dalla malattia di Lyme, deriva probabilmente dal morso di una zecca; si presentò dapprima con la paralisi di una mano, regredita successivamente in tetraplegia e spasticità muscolare.
Iniziò a praticare l'atletica leggera quando ancora era in grado di deambulare e passò all'atletica leggera paralimpica con il peggiorare delle sue condizioni fisiche grazie al suo allenatore Wojciech Kikowski. Dapprima si dedicò al salto in lungo con ottimi risultati che la portarono a qualificarsi ai mondiali paralimpici di Dubai 2019, dove raggiunse il quarto posto nella categoria T38. Si qualificò anche per i Giochi paralimpici di Tokyo 2020, ma le sue condizioni peggiorarono nel corso del 2020 e questo, insieme allo spostamento di un anno dell'evento sportivo a causa della pandemia di COVID-19, la costrinse a lasciare il salto in lungo. Riuscì comunque a qualificarsi nel getto del peso e nel lancio della clava F32 e portò a casa la medaglia d'argento nel peso e quella d'oro nel lancio della clava, con tanto di nuovo record mondiale paralimpico di categoria con la misura di 28,74 m. Alle Paralimpiadi di Parigi del 2024 vince nuovamente l'oro nel lancio della clava siglando, con la misura di 31,30 metri, il nuovo record mondiale.

## Palmarès
| Anno | Manifestazione       | Sede      | Evento                 | Risultato | Prestazione | Note                  |
| ---- | -------------------- | --------- | ---------------------- | --------- | ----------- | --------------------- |
| 2019 | Mondiali paralimpici | Dubai     | Salto in lungo T38     | 4ª        | 4,70 m      |                       |
| 2021 | Europei paralimpici  | Bydgoszcz | Getto del peso F32     | Bronzo    | 2,82 m      |                       |
| 2021 | Giochi paralimpici   | Tokyo     | Getto del peso F32     | Argento   | 7,37 m      |                       |
| 2021 | Giochi paralimpici   | Tokyo     | Lancio della clava F32 | Oro       | 28,74 m     |                       |
| 2023 | Mondiali paralimpici | Parigi    | Lancio della clava F32 | Oro       | 27,29 m     | Record dei campionati |
| 2024 | Giochi paralimpici   | Parigi    | Lancio della clava F32 | Oro       | 31,30 m     | Record mondiale       |